# Sektor finansów publicznych
Sektor finansów publicznych – zbiór państwowych i samorządowych osób prawnych oraz jednostek organizacyjnych nieposiadających osobowości prawnej, finansowanych głównie lub wyłącznie ze środków budżetu państwa lub jednostki samorządu terytorialnego.

## Podział
W sektorze finansów publicznych wyodrębnić można:
- sektor rządowy;
- sektor samorządowy – jednostki samorządu terytorialnego i ich organy oraz podległe tym organom jednostki organizacyjne.

Zgodnie art. 9 ustawy z dnia 27 sierpnia 2009 r. o finansach publicznych do sektora finansów publicznych zalicza się:
- organy władzy publicznej, w tym organy administracji rządowej, organy kontroli państwowej i ochrony prawa, sądy i trybunały;
- jednostki samorządu terytorialnego oraz ich związki;
- związki metropolitalne
- jednostki budżetowe;
- samorządowe zakłady budżetowe;
- agencje wykonawcze;
- instytucje gospodarki budżetowej (art. 24 ust. 1 ufp);
- państwowe fundusze celowe;
- Zakład Ubezpieczeń Społecznych i zarządzane przez niego fundusze oraz Kasę Rolniczego Ubezpieczenia Społecznego i fundusze zarządzane przez Prezesa KRUS;
- Narodowy Fundusz Zdrowia;
- samodzielne publiczne zakłady opieki zdrowotnej;
- uczelnie publiczne;
- Polską Akademię Nauk i tworzone przez nią jednostki organizacyjne;
- państwowe i samorządowe instytucje kultury;
- inne państwowe lub samorządowe osoby prawne utworzone na podstawie odrębnych ustaw w celu wykonywania zadań publicznych, z wyłączeniem przedsiębiorstw, instytutów badawczych, banków i spółek prawa handlowego[2];
- Bankowy Fundusz Gwarancyjny